# Залив Терпения
Зали́в Терпе́ния (айн. Тарайка) — залив Охотского моря у юго-восточного берега острова Сахалин. В восточной части частично ограничен полуостровом Терпения.

## История
Залив открыт в 1643 году голландским мореплавателем М. Г. Де Фризом.
Во время своих путешествий по Сахалину 1867—1868 гг. И. А. Лопатин обнаружил на северном берегу залива Терпения остатки древних земляных жилищ, обломки глиняных сосудов, топоры из камня. Он записал рассказы жителей-айнов о народе тойзи, ушедшем оттуда на север.

## Описание
Длина залива — 65 км, ширина — около 130 км, глубины до 50 м. В залив впадает река Поронай и Горянка.
Зимой залив замерзает.
Воды залива богаты биологическими ресурсами, среди которых кета и горбуша.
На заливе Терпения расположен порт Поронайск.